# April (association)
Pour les articles homonymes, voir April.
April est la principale association de promotion et de défense du logiciel libre dans l'espace francophone. Elle entretient depuis ses débuts des rapports étroits avec la Free Software Foundation et est chargée de la traduction de la section philosophie du projet GNU.

## Histoire
En novembre 1996, des étudiants du laboratoire informatique de l'université Paris-VIII de Saint-Denis créent une association dont le but est de promouvoir le logiciel libre en France. Le nom choisi est « APRIL - Association pour la Promotion et la Recherche en Informatique Libre ». Plus tard, cet acronyme sera abandonné pour être remplacé par le nom de l'association puis le slogan : « April - Promouvoir et défendre le logiciel libre ».
En novembre 1998, l'April accueille pour la première fois Richard Stallman en conférence, à l'université Paris 8. Les premières adhésions de personnes morales ouvrent en avril 2000.
En janvier 2002, April lance le groupe de travail « Logiciels libres et patrimoine mondial » par Benoît Sibaud.
En janvier 2007, April lance le projet candidats.fr. En juillet 2007, l'association enregistre son 1500e membre[source insuffisante] En novembre 2008, une campagne de sensibilisation aux actions de l'association mène à 400 nouvelles adhésions. L'association dépasse les 5 000 adhérents en juin 2009[source insuffisante].
Le réseau d'entreprises adhérentes, sous la supervision de l'April, publie fin 2007 le livre blanc Les Modèles économiques du logiciel libre.
En 2009, April lance une enquête Que sont les logiciels libres ? auprès d'associations. Les résultats mènent à la publication en 2012 de la première version du Guide Libre Association qui mêle information et recommandations. En 2014, une seconde édition est tirée à 7 000 exemplaires, puis une troisième édition en 2016.
En décembre 2010, l'April organise une cartopartie à Paris en vue en vue de concevoir une cartographie utile aux personnes handicapées. En 2014, l'April soutient l'initiative Hackadon.
En mars 2015, le Conseil de Paris valide l'adhésion de la ville. En décembre 2018, la ville de Rennes adhère également à l'April.

## Description

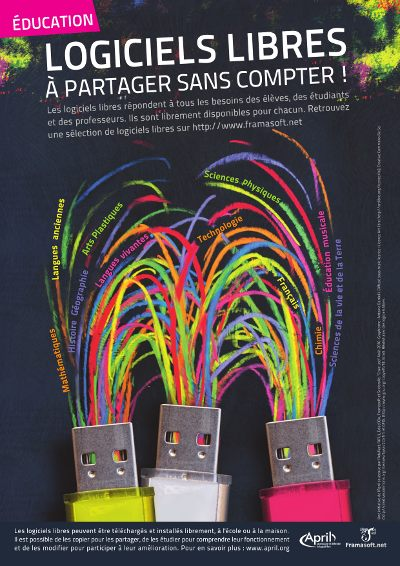
Affiche « les logiciels libres à partager sans compter ».

L'April a pour ambition de promouvoir le logiciel libre auprès du grand public, les associations, les professionnels, les acteurs et les pouvoirs publics. Elle met en place des actions de sensibilisation aux principaux enjeux qu'elle a identifié : DRM, informatique déloyale, brevets logiciels, vente liée, etc. L'association intervient auprès des décideurs afin de défendre le logiciel libre lorsque celui-ci est menacé dans son développement.
April publie le catalogue Catalogue Libre. 26 logiciels libres à découvrir, un guide de présentation des logiciels libres correspondant à des usages quotidiens de l'ordinateur (brevets logiciels, l'intéropérabilité, les formats, les « menottes numériques »…).
Pour l'année 2017, l'April déclare à la Haute Autorité pour la transparence de la vie publique exercer des activités de Lobbying en France pour un montant qui n'excède pas 25 000 euros.

## Partenaires
Début 2017, l'association compte 3 700 adhérents personnes physiques et 490 adhérents personnes morales, dont 239 entreprises, 7 organismes d'enseignement et de recherche, 9 collectivités, 135 associations.

### Quelques membres
- Frédéric Couchet, fondateur et ancien président (1996-2004), délégué général.
- Loïc Dachary (ru), membre d'honneur, contributeur au projet GNU.
- Christophe Espern, conseil bénévole, anciennement chargé de mission.
- Tristan Nitot, président de l'association Mozilla Europe qui a relayé[14][source insuffisante] la campagne d'adhésion de l'April de 2009.
- Tangui Morlier, ancien président de l'April (2010-2012).
- Benoît Sibaud (mg), ancien président de l'April (2004-2010).
- Jérémie Zimmermann, administrateur, cofondateur de La Quadrature du Net.
- Lionel Allorge, ancien président de l'April (2012-2015).
- Jean-Christophe Becquet, ancien président (2015-2020).
- Véronique Bonnet, ancienne présidente (2020-2022).
- Magali Garnero, présidente depuis novembre 2022.

### Associations notables
- Framasoft
- SAT-Amikaro
- Wikimédia France
- Association francophone des utilisateurs de logiciels libres

### Collectivités locales et territoriales
- Région Île-de-France[15]
- Ville de Pierrefitte (Seine-Saint-Denis), première collectivité locale à adhérer à l'April[16]
- Ville de Grigny (Rhône)[17]
- Ville de Pont-Audemer (Eure)[18]
- Ville de Toulouse, première grande ville à adhérer à l'April[19]
- Ville de Paris
- Ville de Rennes[11]

## Prix et récompenses
- 2008 : Lutèce d'or à l'occasion de Paris Capitale du Libre